# 池慧
池慧（1959年—），汉族，中华人民共和国政治人物、第十一届全国政协委员。
加入九三学社，担任中国医学科学院医学信息研究所（图书馆）副所长。2008年，当选第十一届全国政协委员，代表医药卫生界，分入第四十五组。2018年1月，当选第十三届全国政协委员。